# Abbey Dore
Abbey Dore è villaggio con status di parrocchia civile dell'Inghilterra centro-occidentale facente parte della contea dello Herefordshire e situato lungo il corso del fiume Dore, nella Golden Valley, nei pressi del confine con il Galles. Conta una popolazione di circa 350 abitanti.
Il villaggio è famoso per la sua abbazia, la Dore Abbey.

## Geografia fisica

### Collocazione
Il villaggio di Abbey Dore si trova nella parte sud-occidentale della contea dello Herefordshire, tra Abergavenny (Galles) e Hereford (rispettivamente a nord/nord-est della prima e a sud-ovest della seconda).

## Società

### Evoluzione demografica
Al censimento del 2001, la parrocchia civile di Abbey Dore contava una popolazione pari a 342 abitanti, di cui 168 erano donne e 174 erano uomini.

## Storia
Nel 1147 alcuni monaci provenienti dall'abbazia di Morimond, in Francia, fondarono in loco un'abbazia.

## Monumenti e luoghi d'interesse

### Dore Abbey
L'edificio più famoso di Abbey Dore è, come detto, la Dore Abbey: realizzata a partire dal 1147, è l'unica abbazia del Regno Unito ad essere stata fondata da monaci provenienti dall'abbazia di Morimond.

### Abbey Dore Court
Altro monumento di Abbey Dore è la Abbey Dore Court, una tenuta risalente al 1837.